# Fickpellia
Fickpellia (Pellia epiphylla) är en levermossa som först beskrevs av Carl von Linné, och fick sitt nu gällande namn av August Karl Joseph Corda. Enligt Catalogue of Life ingår Fickpellia i släktet pellior och familjen Pelliaceae, men enligt Dyntaxa är tillhörigheten istället släktet pellior och familjen Pelliaceae. Arten är reproducerande i Sverige. Inga underarter finns listade i Catalogue of Life.

## Bildgalleri

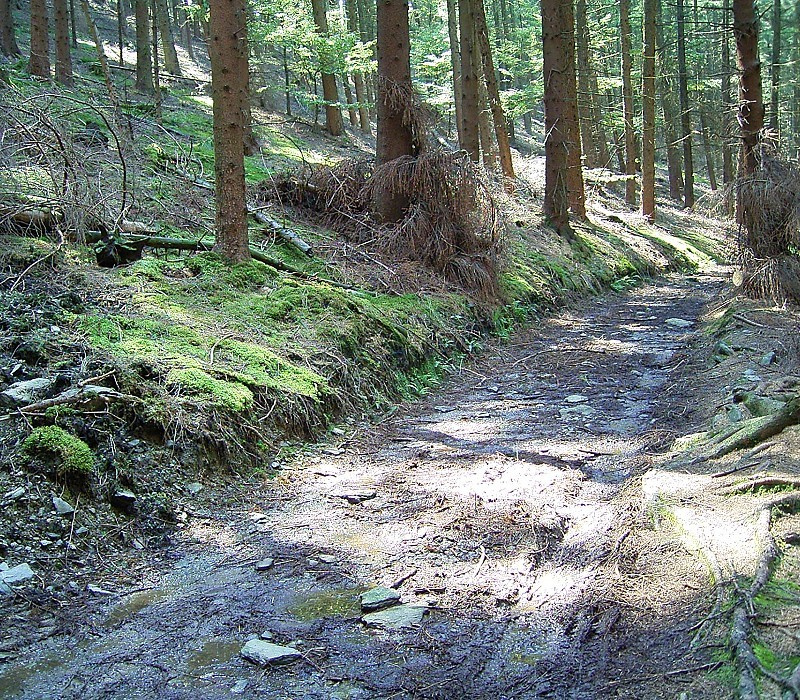
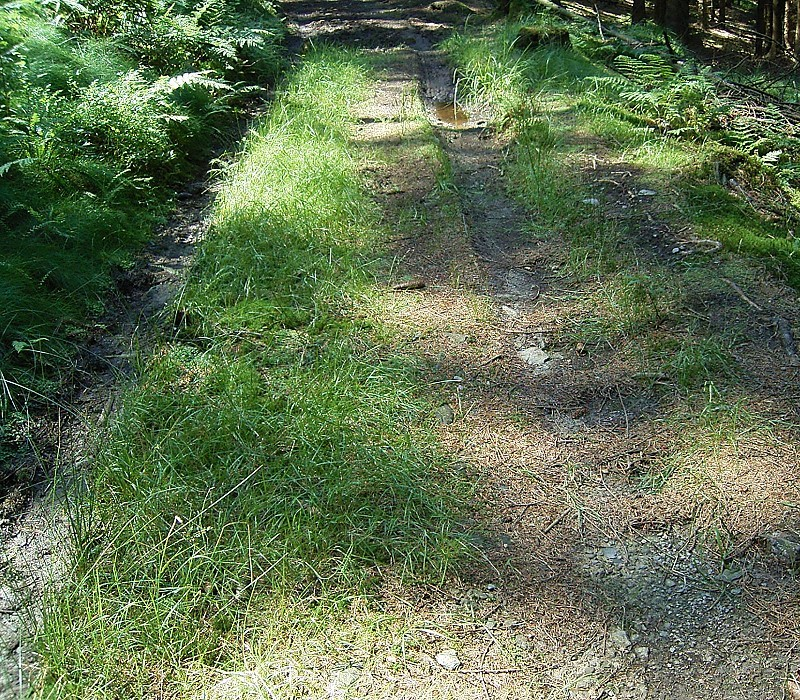
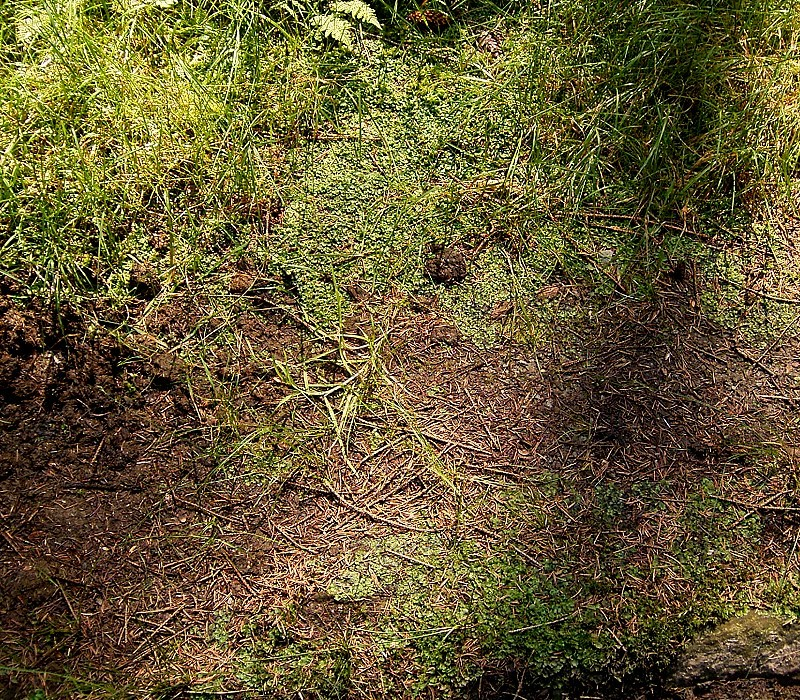
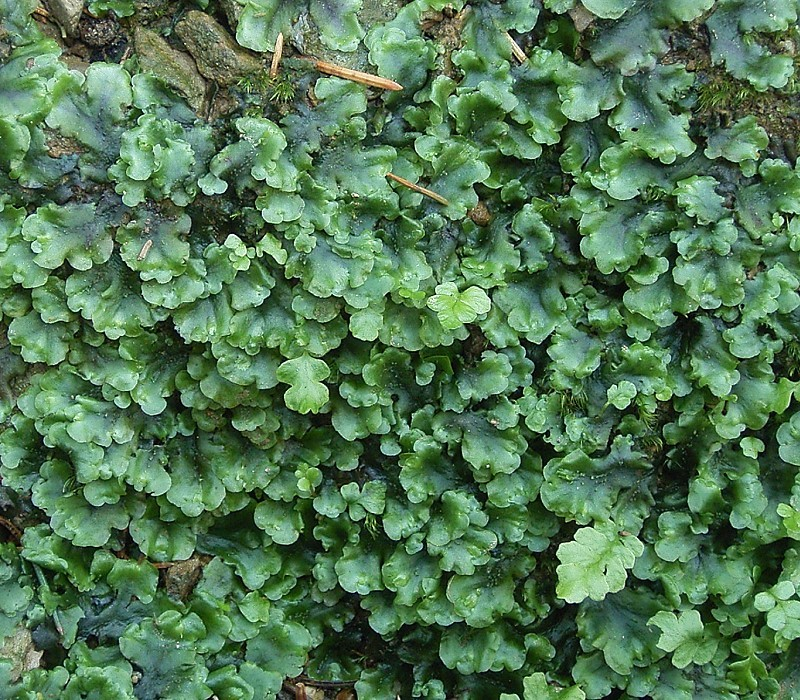
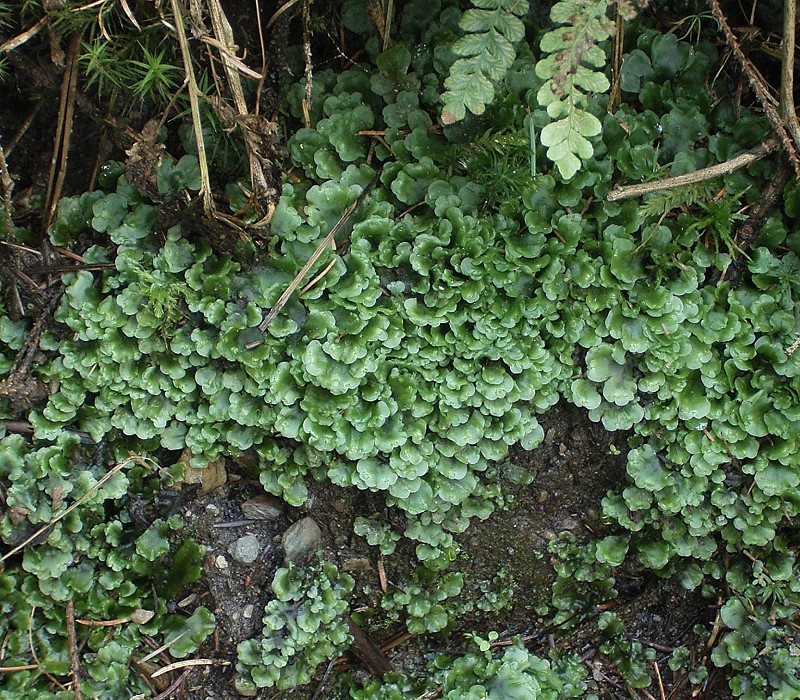
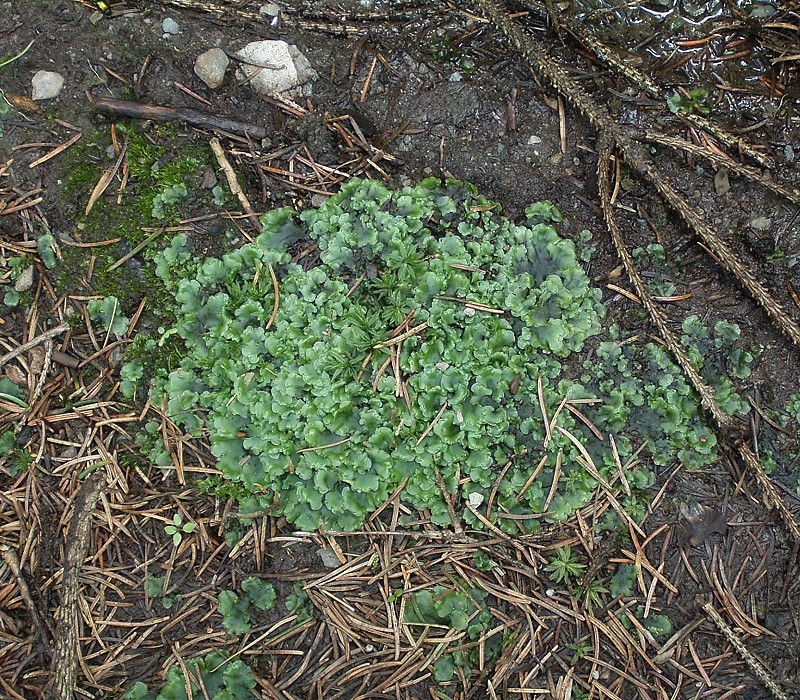